# Jucy Lucy
Il Jucy Lucy o Juicy Lucy è una variante del cheeseburger ove il formaggio è contenuto all'interno del disco di carne macinata.

## Storia
L'invenzione del Jucy Lucy è contesa fra il Matt's Bar e il 5-8 Club, due storici locali di Cedar Avenue, a Minneapolis, che sono posti a cinque chilometri di distanza l'uno dall'altro. Stando ad alcune fonti, Matt Bristol avrebbe ideato il panino ancora prima di servirlo nel suo punto di ristoro durante gli anni cinquanta. Altri resoconti vogliono che il nome del panino sia da attribuire ad un cliente che, nel 1954, dichiarò Oooh, that's one juicy lucy! in segno di apprezzamento dopo averlo addentato. Il 5-8 Club non riporta invece alcuna spiegazione sul come nacque il Jucy Lucy. Tuttavia, essendo più longevo del Matt's Bar (era originariamente un locale clandestino durante gli anni venti), si può presumere che il 5-8 Club servisse il sandwich già da tempo.
Il Matt's Bar dà al panino il nome di Jucy (probabilmente l'omissione della lettera "I" dalla parola Juicy, ovvero "succoso" o "succulento", è dovuto a un refuso risalente all'ideazione del sandwich), mentre il 5-8 Club utilizza l'ortografia corretta. Quest'ultimo punto di ristoro adotta il motto "se è scritto bene, è fatto bene"; il bar rivale adotta invece lo slogan "ricorda che se te lo stanno servendo (il Juicy Lucy), e il suo nome è scritto correttamente, ne rimarrai molto deluso!"
La rivalità fra i proprietari dei due locali e il loro panino ebbero una certa risonanza mediatica, al punto che il programma televisivo Man vs. Food dedicò un episodio al piatto, e il presidente Obama lo provò in entrambi i bar.
Inoltre, nel 2014, il Time inserì il Jucy Lucy in una lista dedicata agli hamburger più "influenti". Similmente, nel 2018, i redattori di Thrillist dichiararono che il Jucy Lucy sarebbe "un'importante pietra miliare nell'evoluzione degli hamburger. Ha infatti spinto vari chef industriosi (e con loro più di pochi imprenditori infomercial) (sic.) a farcire al loro interno i loro hamburger."
Il Juicy Lucy è una specialità servita in tanti locali di Minneapolis.

## Caratteristiche

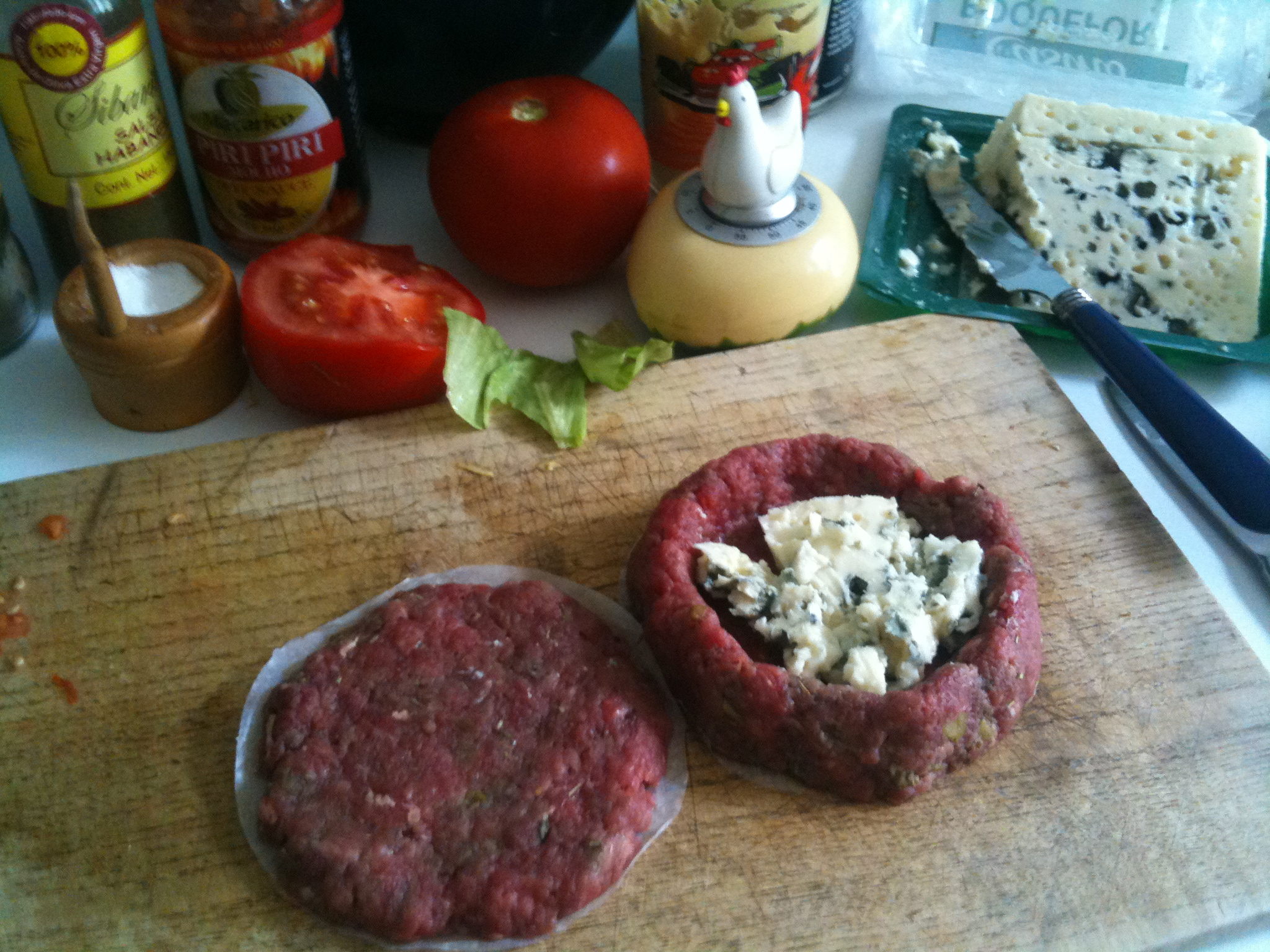
Preparazione dell'hamburger ripieno di formaggio da usare per preparare il Jucy Lucy

L'ingrediente più importante e caratteristico del Jucy Lucy è una polpetta a forma di disco con del formaggio al suo interno. In questo modo, durante la cottura, la carne a contatto con il formaggio rimane succosa, e il sandwich acquisirà, più in generale, una consistenza leggermente diversa da quella del più famoso cheeseburger. Gli ingredienti secondari del panino includono cipolle, sottaceti e salse a piacere.